# Егорин, Анатолий Захарович
Анатолий Захарович Егорин (15 февраля 1931, Брянская область — 7 марта 2020, Москва) — российский востоковед. Доктор исторических наук (1989), профессор (1995), академик Международной академии информатизации (1996), академик РАЕН (1998).

## Биография

### Образование
В 1956 году окончил восточный факультет Военного института иностранных языков.
В 1960 году окончил факультет журналистики Московского государственного университета.
В 1965 году окончил Военно-дипломатическую академию.

### Карьера
В 1965—1971 годах — корреспондент Агентства печати «Новости» в Египте.
В 1974—1980 годах — советник посольства СССР в Ливии.
С 1981 — сотрудник Института востоковедения АН СССР/РАН, в 1994—2005 годах — заместитель директора ИВ РАН по науке, с 2005 года — руководитель международного центра «Российско-арабский диалог».

## Авторство
Автор около 500 научных публикаций, в том числе 40 книг. 

### Важнейшие труды
- Свержение Муаммара Каддафи. Ливийский дневник 2011—2012 гг. — М.: ИВ РАН, 2012. — 432 с.
- Арабский Восток в борьбе за обновление (Ливия, Египет, Сирия). Хроника событий, 2012—2013 гг. — М.: ИВ РАН, 2014. — 350 с.

## Награды
Ордена и медали СССР.